# David C. Montgomery
David Campbell Montgomery (* 5. März 1936 in Milan (Missouri)) ist ein US-amerikanischer Physiker (theoretische Plasmaphysik und Hydrodynamik).
David Montgomery studierte Physik an der University of Wisconsin mit dem Bachelor-Abschluss 1956 und an der Princeton University mit dem Master-Abschluss (M.A.) 1958 und der Promotion 1959 bei Lyman Spitzer (Topics in non-linear plane wave motion in a classical ionized gas).  Damals war er am lange streng geheimen Project Matterhorn eines Stellarators an der Princeton University beteiligt (1959/60). 1961/62 war er Instructor an der University of Wisconsin und 1962 wurde er Assistant Professor an der University of Maryland in College Park. Ab 1965 war er Associate Professor und ab 1970 Professor an der University of Iowa und ab 1977 Professor am College of William and Mary. Ab 1984 war er Professor am Dartmouth College, ab 1988 als Eleanor and A. Kelvin Smith Professor und nach der Emeritierung 2004 blieb er Forschungsprofessor.
Er war Berater für das Goddard Space Flight Center der NASA (1963/64, 1977) und deren Langley Research Center, dem Oak Ridge National Laboratory (1962 bis 1970) und dem Los Alamos National Laboratory (ab 1977 mit Unterbrechungen bis 1994). 1964/65 war er Gastwissenschaftler in Utrecht, 1966 Gastprofessor an der University of Colorado und 1968 an der University of Alaska, 1983 an der Universität Nagoya und 1998 bis 2001 J. M. Burgers Gastprofessor an der TU Eindhoven.
Montgomery befasst sich mit theoretischer Plasmaphysik, statistischer Mechanik im Nichtgleichgewicht, kinetischer Theorie und Transport, Turbulenz, Anwendung von Maximum Entropy Methoden in der Hydrodynamik und MHD.
1971 bis 1973 war er Mitherausgeber von Physics of Fluids.
1996 wurde er Ehrendoktor an der TU Eindhoven. 1969 wurde er Fellow der American Physical Society.
Zu seinen Doktoranden gehört William Matthaeus.

## Schriften (Auswahl)
- mit D. A. Tidman: Plasma Kinetic Theory, McGraw Hill 1964
- Theory of the Unmagnetized Plasma, Gordon and Breach 1971
- mit J. W. Bates, H. R. Lewis: Resistive Magnetohydrodynamic Equilibria, Physics of Plasmas, Band 4, 1997, S. 1080
- mit J. W. Bates, S. Li: Toroidal vortices in Resistive Magnetohydrodynamic Equilibria, Physics of Fluids, Band 9, 1997, S. 1188.
- mit J. W. Bates: The geometry and symmetries of magnetohydrodynamic turbulence: anomalies of spatial periodicity, Phys. of Plasmas, Band 6, 1999, S. 2727.
- mit P.D. Mininni, A.G. Pouquet: Small-scale structures in three-dimensional magneto- hydrodynamic turbulence, Physical Review Letters, Band 97, 2006, S. 244503
- mit P. D. Mininni, L. Turner: Hydrodynamic and magnetohydrodynamic computations inside a rotating sphere,  New J. Phys., Band 9, 2007, S. 303
- mit P. D. Mininni: Magnetohydrodynamic activity inside a sphere, Physics of Fluids, Band 18, 2006, S. 116602
- mit Jorge A. Morales, Wouter J. T. Bos, Kai Schneider: Intrinsic Rotation of Toroidally Confined Magnetohydrodynamics, Physical Review Letters, Band 109, 2012, S. 175002
- mit W. H. Matthaeus, Wang, S. Servidio: A review of relaxation andstructure in some turbulent plasmas: magnetohydrodynamics and related models, Journal of Turbulence, Band 13, 2012, S. 1–36.
- mit J. A. Morales, W. J. T. Bos, K. Schneider: Magnetohydrodynamically generated velocities in confined plasmas, Physics of Plasmas, Band 22, 2015, S. 042515–042532